# Bouquinistes di Parigi

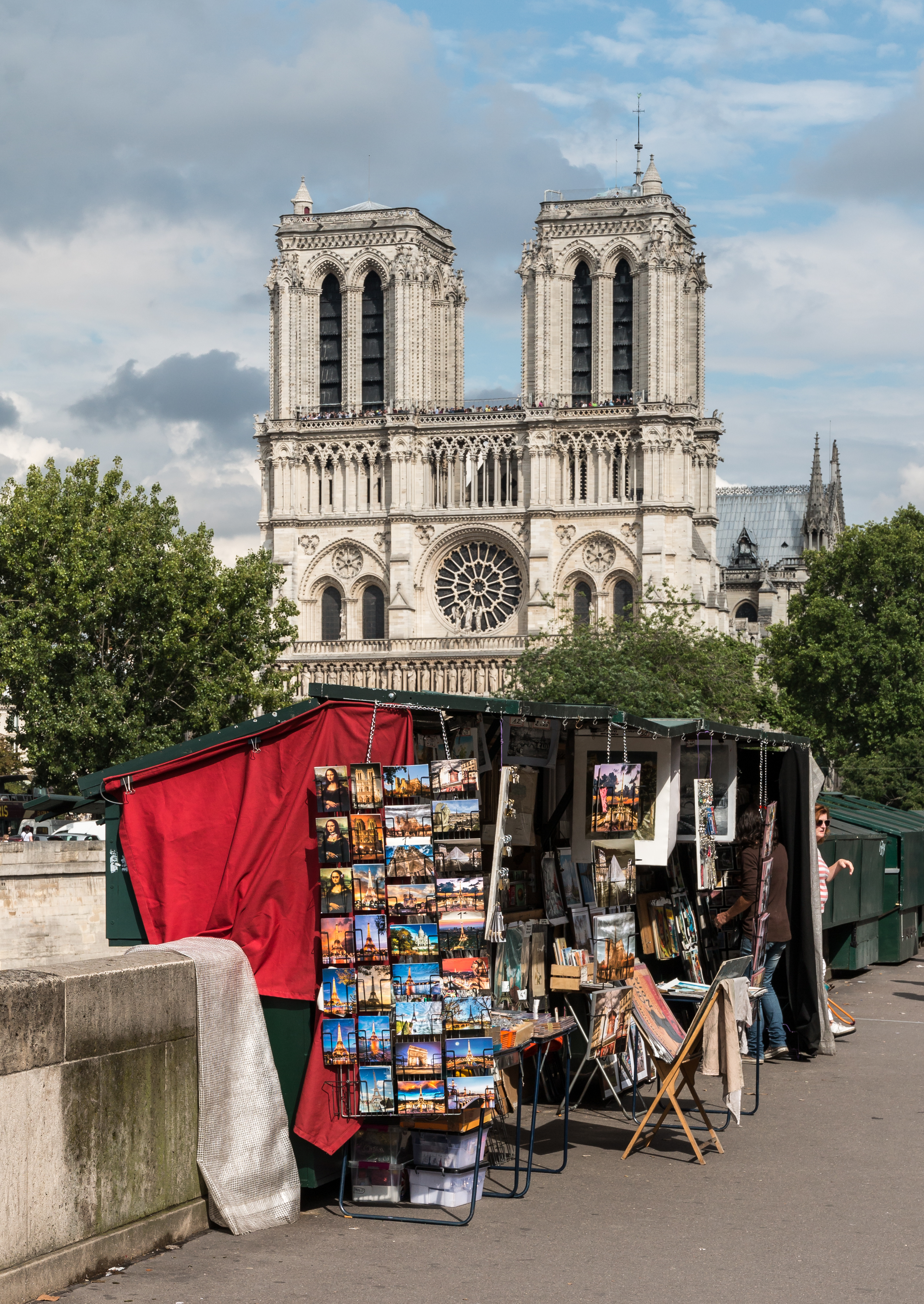
Bouquin e Notre Dame a Parigi

I bouquinistes di Parigi sono librai che vendono libri antichi e di seconda mano nei bouquin, tradizionali banchetti allestiti lungo gran parte dei quais, le banchine della Senna, intorno all'Île de la Cité e all'Île Saint-Louis: sulla riva destra, dal Pont Marie al Quai du Louvre, e sulla riva sinistra, dal Quai de la Tournelle al Quai Voltaire.
Più di 200 "bouquinistes" gestiscono quasi 900 box lungo i 3 km delle banchine della Senna di Parigi, vendendo circa 300.000 libri, oltre a un gran numero di stampe, riviste, cartoline da collezione, e così via.
Le "traditions et savoir-faire des bouquinistes des quais" (tradizioni e competenze dei bouquinistes dei quais) sono state inserite nella lista del patrimonio culturale francese dal 2019.